# Macerio pucalan
Macerio pucalan är en spindelart som beskrevs av Ramírez 1997. Macerio pucalan ingår i släktet Macerio och familjen sporrspindlar. Inga underarter finns listade i Catalogue of Life.